# Maher el-Hajjar
Pour les articles homonymes, voir Hajjar.
Maher Hadjar (en arabe : ماهر حجر), né en 1968 à Alep, est un homme politique syrien.

## Biographie
Maher Abd Al-Hafiz Hajjar naît en 1968 à Alep dans une importante famille sunnite. Il est diplômé de l'université d'Alep en études linguistiques. En 1984, il rejoint le parti communiste syrien et lors de la scission du parti en 2000, il adhère au Parti de la volonté du peuple (en), avec Qadri Jamil.
Il est nommé pour être l'un des trois seuls candidats à l'élection présidentielle syrienne de 2014, mais se présente sans étiquette. Hassan el-Nouri et lui, les seuls candidats, sur 24 déclarés, dont les candidatures ont été validées, sont considérés comme de parfaits inconnus ayant surtout servi de faire-valoir au président en place, Bachar el-Assad dans une élection jouée d'avance, ,.
Étant donné que la Constitution de la Syrie décrète qu'il y a besoin d'au moins 35 députés pour désigner un candidat à la présidentielle, la quasi-totalité de ses votes est supposée provenir soit des indépendants, soit des députés du Front national progressiste.[réf. nécessaire]
Après sa nomination, le Parti de la volonté du peuple prend ses distances avec Hajjar, affirmant qu'il n'est soit plus membre du parti, soit du Front populaire pour la libération et le changement. Le parti déclare que « Hajjar ne représentait que lui-même ».